# Zdeněk Sázava
Zdeněk Sázava (* 28. června 1931 Brno – 17. ledna 2017, Hradec Králové) byl český teolog, biblista-novozákoník, publicista, překladatel, editor, duchovní Církve československé husitské, emeritní profesor Husovy československé bohoslovecké fakulty v Praze, po roce 1990 Husitské teologické fakulty Univerzity Karlovy.

## Život
Středoškolská studia absolvoval na reálném gymnáziu v Brně-Husovicích (1942–1950), v letech 1950–1954 pražskou Husovu československou bohosloveckou fakultu (HČBF), paralelně studoval (1951–1952) na Filozofické fakultě Univerzity Karlovy hebraistiku, aramejštinu a řečtinu. Po vysvěcení na kněze CČS(H) v roce 1954 nastoupil duchovenskou službu v náboženské obci Rychnov nad Kněžnou; v letech 1955–1977 působil v Hradci Králové jako duchovní, farář a předseda okrsku.

Na HČBF získal doktorát teologie (1969), v roce 1974 mu byla na základě habilitačního spisu s tématem Lukáš – historik sui generis udělena docentura pro obor novozákonní věda. Řádným profesorem Nového zákona se na Husově československé bohoslovecké fakultě stal v roce 1977, od roku 1984 vedl katedru biblické teologie, v letech 1981–1990 zastával funkci proděkana HČBF.

Angažoval se v mezikonfesní novozákonní překladatelské skupině českého ekumenického překladu Bible (1976–1984). V roce 1981 byl přijat za řádného člena světové oborové organizace novozákoníků Studiorum Novi Testamenti Societas. Vedle své rozsáhlé činnosti pedagogické, badatelské, publicistické, editorské a přednáškové domácí i zahraniční (hostoval v průběhu let 1981–1993 na univerzitách Tübingen, Pasov, Erlangen, Heidelberg), od roku 1984 vedl v ústředí CČSH ekumenicko-zahraniční oddělení.

Po inkorporaci HČBF do svazku Univerzity Karlovy v roce 1990 působil na Husitské teologické fakultě UK až do roku 2005 jako vedoucí katedry biblistiky a judaistiky, byl členem Akademického senátu HTF UK (1990–1994), AS UK (1994–1998) a zastupoval fakultu v Ústřední radě CČSH (1994–1998). Souběžně pracoval i v teologické komisi Ekumenické rady církví v ČR, ve vědecké radě Centra biblických studií při Akademii věd ČR a v několika komisích Sdružení církví Leuenberské konkordie. Přednášel také na Husově institutu teologických studií. Jako emeritus žil v Hradci Králové. Zemřel 17. ledna 2017.

## Dílo

### Knihy a skripta
- Vstaň a choď : Obrázky z počátku křesťanství. Praha 1974
- Náš život v církvi. Praha 1977
- Než otevřeme Bibli : malý průvodce pro čtenáře Písma svatého (a Osmero čtenáře Písma svatého). Praha 1980
- Padesát novozákonních záhad. Praha 1981
- Informace o studiu na Husově československé bohoslovecké fakultě. Praha 1981
- Slova a činy. Praha 1984
- Metodika práce s biblickým textem. Praha 1985
- Mistr a Pán. Praha 1988
- Modlitby u stolu. Praha 1994
- Otče náš : výklad modlitby Páně. Praha 1994
- Biblická mozaika : úvod do studia Nového zákona. Praha 1998
- V hlavní roli Nový zákon : šedesát biblických úvah. Praha 1998
- Cesty za poznáním : kapitola o studiu Nového zákona kdysi a dnes, doma i ve světě. Praha 1999
- Církev československá husitská : jubilejní zamyšlení nad svědectvím CČSH a jeho ohlasem. Praha 2000
- Vědecká exegeze Bible a úkoly ekumenického hnutí. Brno 2001
- Kniha knih : Bible – přístup k ní, její četba, výklad a normativnost. Praha 2008
- Bylo jednou pět novozákoníků…: kapitola z dějin naší novozákonní vědy. Praha 2009
- Kérygma – Didaché – Diakonia. Praha 2011
- Novozákonní normy a rady. Praha 2011

### Sborníky
- Universale Kirche und Kirche in der Region: Spannung zwischen Universalität in Interkulturation – Die theologischen Fakultäten an der Universität – Liberalismus in Tschechien und Deutschland – Konfessionalität und Ökumenizität (další autoři příspěvků Gerhard Rau, Ján Liguš, Zdeněk Kučera, Gottfried Seebas, Pavel Filipi, Gerhard Besier, Milan Balabán, Michael Welker). Prag 1995

### Editorská činnost a odborná spolupráce
- Jindřich Mánek: Kámen vyvolený a vzácný: výklad 1. listu Petrova (s výběrovou bibliografií některých známějších komentářů). Praha 1997
- Jindřich Mánek: Ze smrti do života (2. revidované, doplněné a rozšířené vydání původní práce Pohled Bible na smrt a na život z roku 1973, s vlastní studií O svěřených hřivnách aneb Jindřich Mánek a s výběrovou bibliografií prof. ThDr. Jindřicha Mánka). Praha 1998
- Dagmar Pavlíková: Malý německo-český a česko-německý teologický slovník A–Z (odborná spolupráce spolu se Zdeňkem Kučerou). Brno 2002
- Příspěvek do publikace Spiritualität am Scheideweg des Zeitalters (ed. Zdeněk Kučera, Jiří Vogel). Praha 2003
- Biblický encyklopedický slovník AV–UK (několik hesel). Praha 2010

### Studie, eseje a články
- Publikoval v řadě domácích (Communio viatorum, Křesťanská revue) i zahraničních časopisů. V letech 1991–1992 a 1995–1997 spolupracoval s Českým rozhlasem. Po léta patřil ke kmenovým autorům periodik CČSH, především dvouměsíčníku Náboženská revue církve československé (později Theologická revue CČSH) a každoročně vydávaného kalendáře Blahoslav. Do církevního týdeníku Český zápas napsal řadu aktuálních článků a seriálů, např. Poselství Písma a my, 10 dílů (ČZ, 1958); Z Nového zákona čteme knihu…, 17 dílů (ČZ, 1978); Kniha otevřená, biblické exegeze a srovnávací překlady, 47 částí (ČZ, 1978–1980).
- Biblicko teologická badatelská práce, vyučování a publicistika prof. ThDr. Zdeňka Sázavy směřovaly především k obsahu a textu Nového zákona, přičemž zvláštní pozornost věnoval Lukášovu evangeliu a jeho autorovi. Druhým jeho základním tématem byla novozákonní církev – její povaha, zvěstování, svědectví a diakonie. Na srdci mu též stále ležela „pozice Písem“ v CČS(H) a aktuální zvěstování Božího slova v ní. Pozorně sledoval nové pokusy o interpretaci evangelia i témata christologická. Soustavně seznamoval fakultu a církevní veřejnost se závažnými díly zahraničních i českých autorů a příležitostně publikoval jejich biografické portréty.

### Jubilejní tisky
- Z Nového zákona = From The New Testament: sborník k narozeninám prof. ThDr. Zdeňka Sázavy. Praha 2001